# Magasin dōjin
Un magasin dōjin est un magasin spécialisé dans la vente de dōjinshi.

## Histoire
Le premier manga dōjinshi publié au Japon est probablement la publication expérimentale du club Tobae de la Tokyo Mangakai (Manga Society) en 1916.